# デーンカルド
デーンカルド、聖教事典（中世ペルシア語:デーンカルト）は、10世紀に成立したマズダ教的ゾロアスター教の習俗について記載した百科事典。残存するパフレヴィー語文献としてはもっとも長い。デーンカルド自体は経典ではないが、アヴェスターの失われた巻（2、3、4、7巻）に相当する内容を含んでいると考えられている。

## 名称
「デーンカルド」とは「宗教の諸々の行い」を意味する。名称はkardとdenの2つに分けられ、kardは書籍の奥付のアヴェスター語「karda」に由来する「kart/kard」から来ている。Kardaとは「諸々の行い」を意味する。denはアヴェスタ語のdaena（洞察、啓示）を意味するが、通常「宗教」と訳される。

## 構成
9書から成るが、第一書と第二書、および第三書の一部は現存していない。第三から五書は宗教的な護教論であり、第四書は倫理と知恵、七から九書は釈義論となっている。現存する「デーンカルド」の大半を第三書が占める。
個々の章は別々の時期に成立したと考えられる。最初の3書はFarrokhzādān,の息子Ādurfarnbagの一人に帰せられ、それは第三書の最終章で特定される。彼は9世紀初頭に生きた。この3書のうち、第三書が大半だけが残存している。最初の3書はバグダッドのĒmēdānの息子Ādurbādにより編集され、更に彼は6書を追加したとされ、それは1020年のことだったとされている。
写本B（BはボンベイのB）は、1659年に遡るコピーを基本とし、部分的に失われた断片により再構成された。デーンカルドは、概ねブンダヒシュンのメインテキストと同時代とされ、サーマーン朝におけるイラン文化復興運動を反映している。

## アルサケス朝とサーサーン朝に関する記述
デーンカルドは、アルサケス朝とサーサーン朝に関する史的記述も一部に残っている。
- アルサケス朝のワフラシュ王が各地に散っているアヴェスターを集めて集成した話（デーンカルド412・5-11）。
- サーサーン朝のアルダシール王時代、宗教指導者のヘールバドであるタンサールが、各地のアヴェスターを取り寄せ、聖典・外典を整備した話（412・11-17）
- サーサーン朝のシャープールが、アヴェスター以外の、医術・天文学・運動・時間・空間・実体・論理・技術など、あらゆる知識の書籍を収集し、複製を作成し、保存した話（デーンカルド412・17-413・2）
- サーサーン朝のシャープールが各地の口承伝承を集めアードゥルバードに異端の論駁をせしめた話（デーンカルド413・2-8)
- カワードの子ホスローが宗教の正統を確立する宣言を行った話（413・9-414・6）

## 日本語訳
- 第三書 - 全訳が伊藤義教の訳稿を元に青木健により改訂され、「東洋文化研究所紀要」146号(2004年)、147号(2005年)、148号(2005年)、149号(2006年)、150号(2007年)、151号(2007年)に掲載された。また東京大学東洋文化研究所附属東洋学研究情報センターから東洋学研究情報センター叢刊8号（2007年）、11号（2009年）に「伊藤義教氏転写・翻訳『デーンカルド』」第3巻」として纏められている。
- 第五書 - 1-4章が伊藤義教著「ゾロアスター研究（岩波書店 1979年　ISBN 4000012193）」に掲載されている。
- 第七書 - 全訳が伊藤義教前掲書に掲載されている。第五書と第七書の翻訳は、ゾロアスターの伝記に関する部分である。